# Confusió (dret)
La confusió, en dret civil, és una causa o mode d'extinció de les obligacions, fruit de la reunió en una mateixa persona de les qualitats de la part creditora i la deutora.